# Tuberculocarpus
Tuberculocarpus là một chi thực vật có hoa trong họ Cúc (Asteraceae).

## Loài
Chi Tuberculocarpus gồm các loài: